# Вахани
Вахани (груз. ვახანი) — село в Грузии, на территории Харагаульского муниципалитета края (мхаре) Имеретия.

## География
Село находится в западной части Грузии, на правом берегу реки Ваханисцкали (левый приток Чхеримелы), на расстоянии 14 километров к юго-востоку от посёлка городского типа Харагаули, административного центра муниципалитета. Абсолютная высота — 561 метр над уровнем моря.

## Население
По результатам официальной переписи населения 2014 года, в Вахани проживал 381 человек (185 мужчин и 196 женщин). В национальной структуре населения грузины составляли 99,7 %, армяне — 0,3 %.
| Год  | Население, человек |
| ---- | ------------------ |
| 2002 | 594                |
| 2014 | ↘ 381              |